# 臼井ます
臼井 ます（うすい ます、1910年〈明治43年〉12月18日 - 2025年〈令和7年〉5月21日）は、日本のスーパーセンテナリアン。静岡県駿東郡小山町在住の長寿の女性。2025年5月20日から死去までの1日間、日本最高齢であった。

## 人物
静岡県駿東郡小山町に米屋を営む両親の7人兄弟の次女として生まれた。戸板裁縫学校（現・戸板女子短期大学）で学び、その後、建設会社を営む臼井重雄と結婚。夫婦は5男1女の子宝に恵まれ、2024年9月時点で孫10人、ひ孫11人がいた。また、臼井の兄弟のうち、姉は105歳まで、弟は90代まで存命で自身の兄弟にも長寿の者がいた。
100歳で老人ホームに入所したが、110歳頃までは洗濯、裁縫、化粧、着替えなどすべて自身でこなし、自立した生活を送っていた。
2014年9月12日、小山町長より長寿の祝福を受ける。その後、2016年9月と2019年9月にも同様に祝福を受けた。
2022年9月、静岡県で2番目に高齢であると発表され、同年12月25日には、静岡県の最高齢者となった。
2024年9月にも町長より長寿の祝福を受けた。その際に、「みんなに祝っていただき、ありがとうございます」と感謝の言葉を述べた。また、「今まで病気をしたことがない」事や「百人一首が得意」などと話していた。
甘いものが大好物で、特に三幸製菓製造の「雪の宿」がお気に入りのお菓子であった。
2025年5月20日に愛知県の近藤ミネの死去に伴い、114歳153日で国内最高齢者となったが、翌5月21日午前9時17分に老衰のため、御殿場市内の施設で死去した。これは日本最高齢だった人物が最短で死去した記録となった。臼井の死去により、新たな日本の最高齢者は大分県の廣安美代子となった。